# Haskovo (obchtina)
Haskovo (bulgare : Хасково) est une commune dans le sud de la Bulgarie.

## Géographie physique
La commune de Haskovo est située dans le sud de la Bulgarie, à 221 km à l'est-sud-est de la capitale Sofia, en direction d'Istanbul.
La commune s'étend dans la partie méridionale de la plaine de Thrace du Nord, non loin des premières hauteurs du massif des Rhodopes.

## Géographie humaine
| 1926 | 1934 | 1946 | 1956 | 1965 | 1975    | 1985    | 1992    | 2001   |
| ---- | ---- | ---- | ---- | ---- | ------- | ------- | ------- | ------ |
| -    | -    | -    | -    | -    | 101 861 | 111 191 | 102 001 | 99 181 |

| 2011   | 2021   | 2022   | - | - | - | - | - | - |
| ------ | ------ | ------ | - | - | - | - | - | - |
| 93 305 | 83 632 | 79 939 | - | - | - | - | - | - |

## Administration

### Structure administrative
La municipalité de Haskovo comprend 37 localités (1 ville et 36 villages). Son chef-lieu est la ville de Haskovo.

## Galerie

Carte géographique de la commune de Haskovo
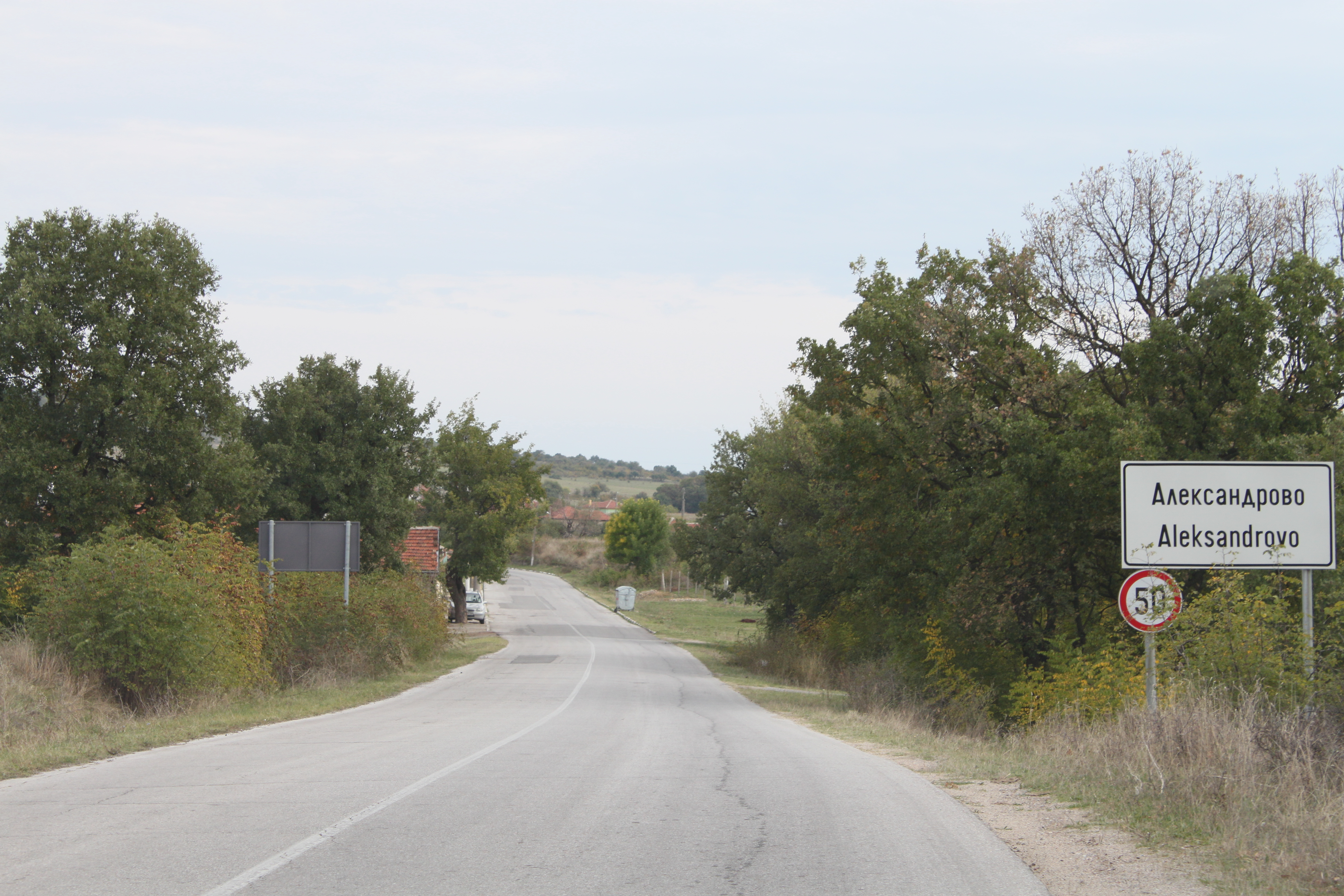
Aleksandrovo : l'entrée du village
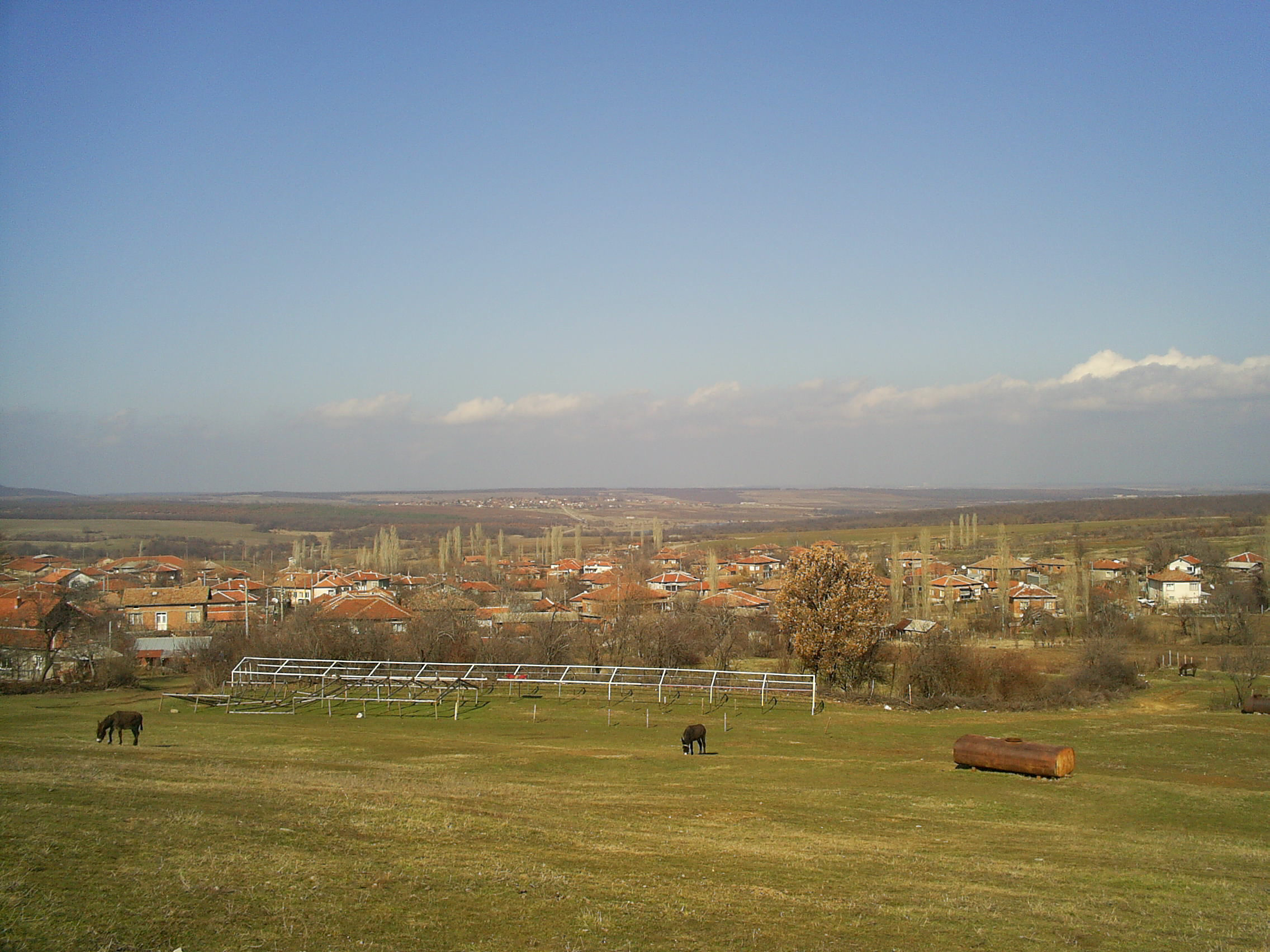
Dolno Golémantsi : vue panoramique
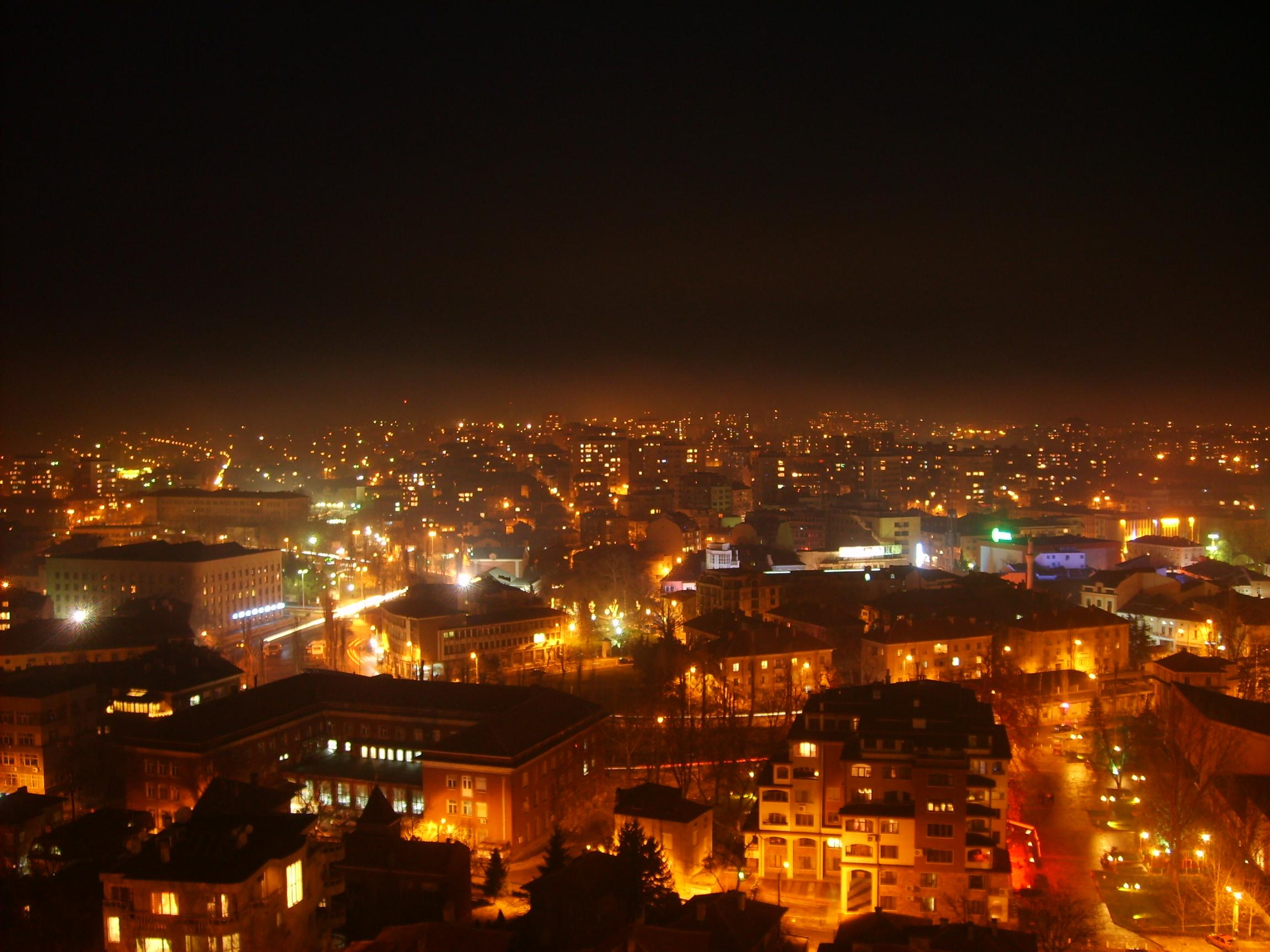
Haskovo la nuit
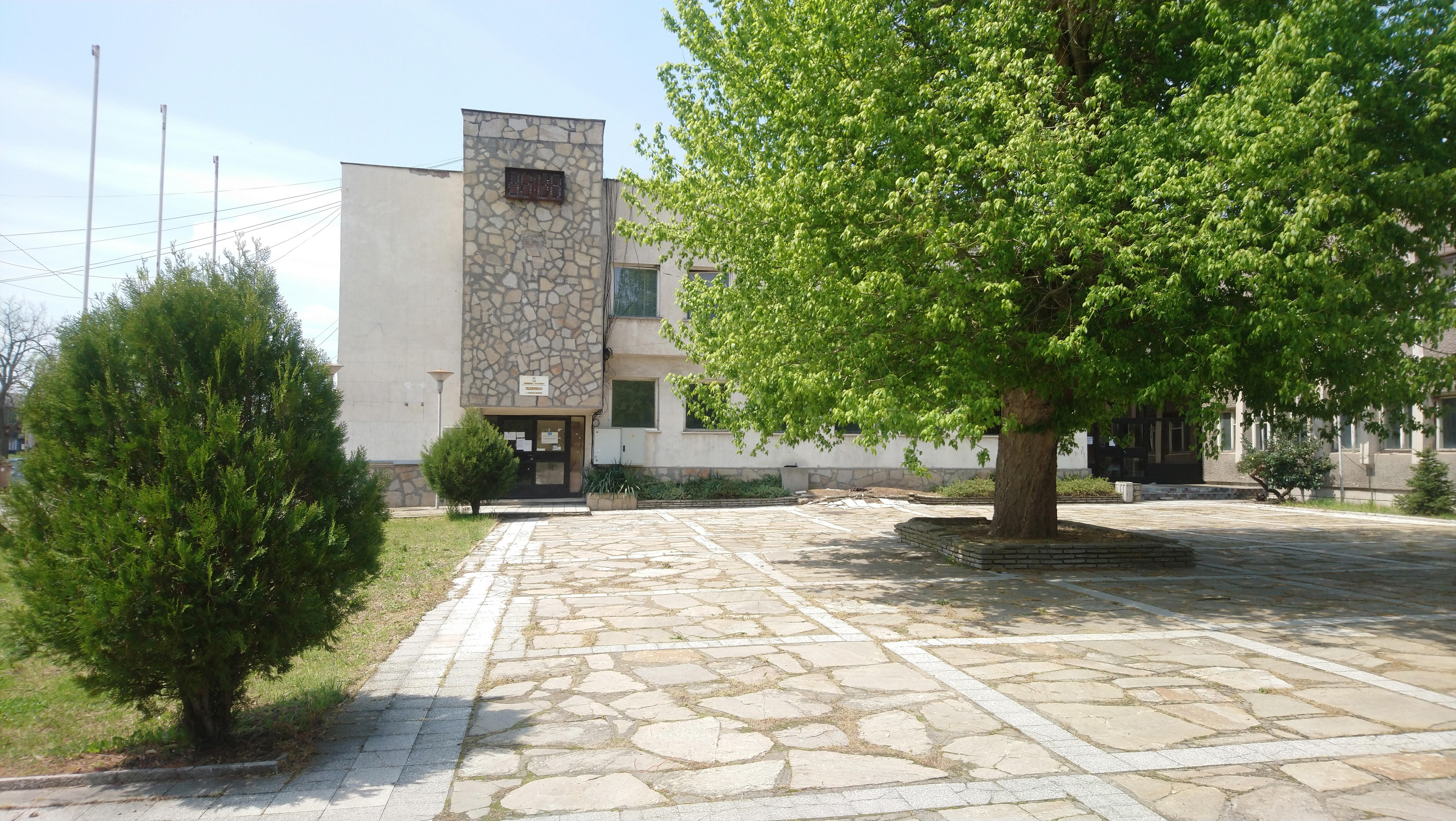
Knijovnik : la mairie-annexe
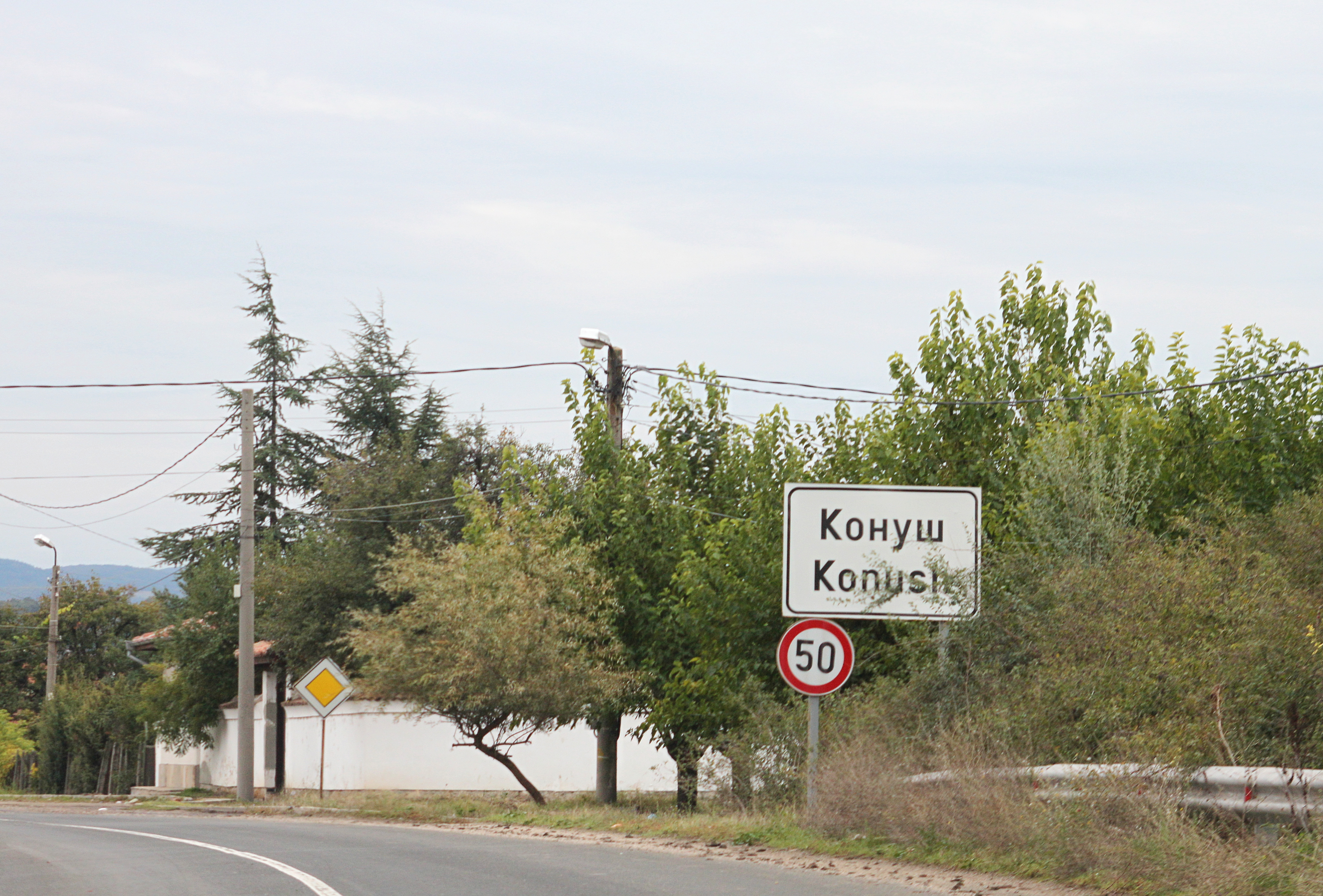
Konuche : l'entrée du village
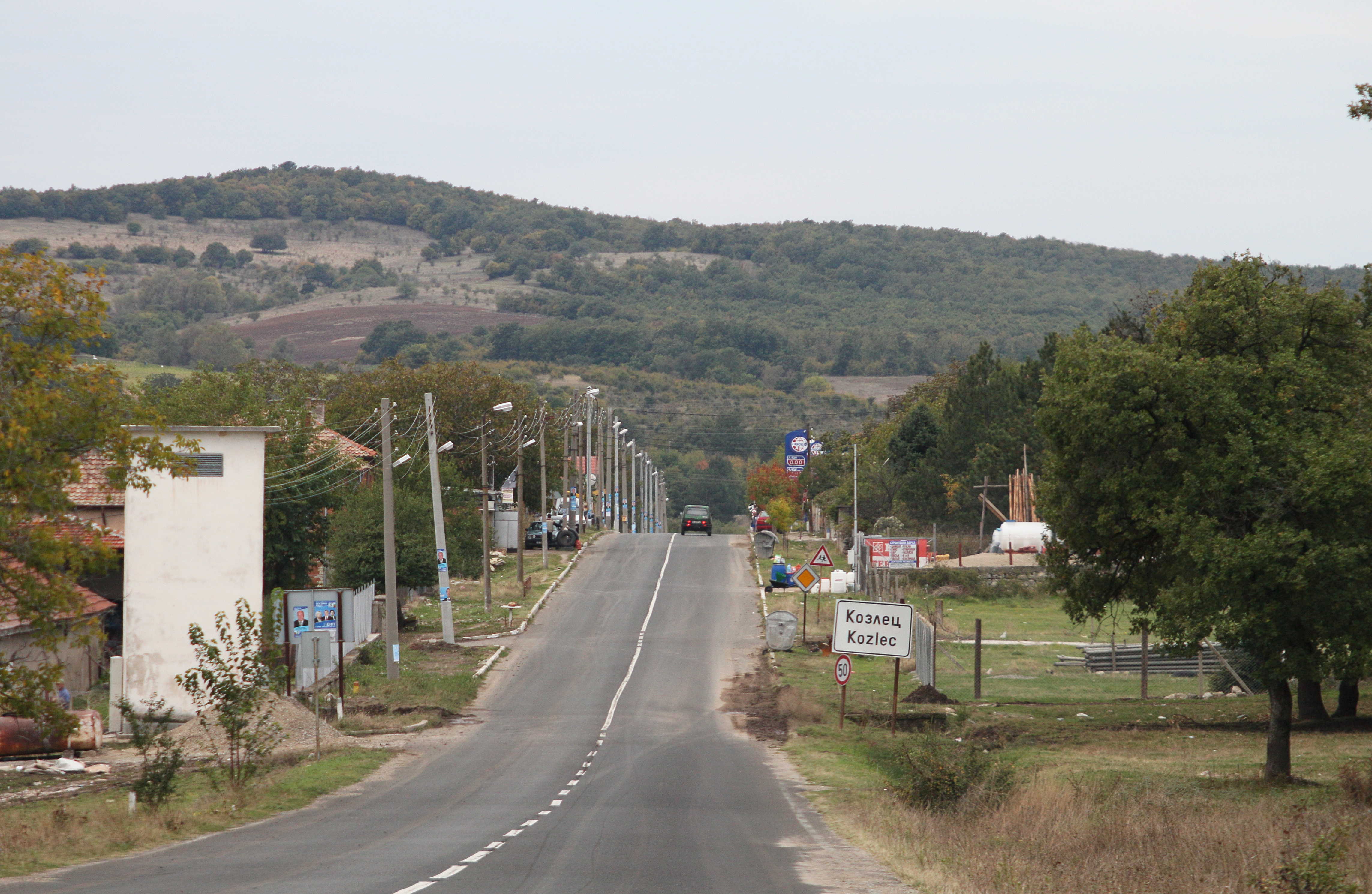
Kozlets : l'entrée du village
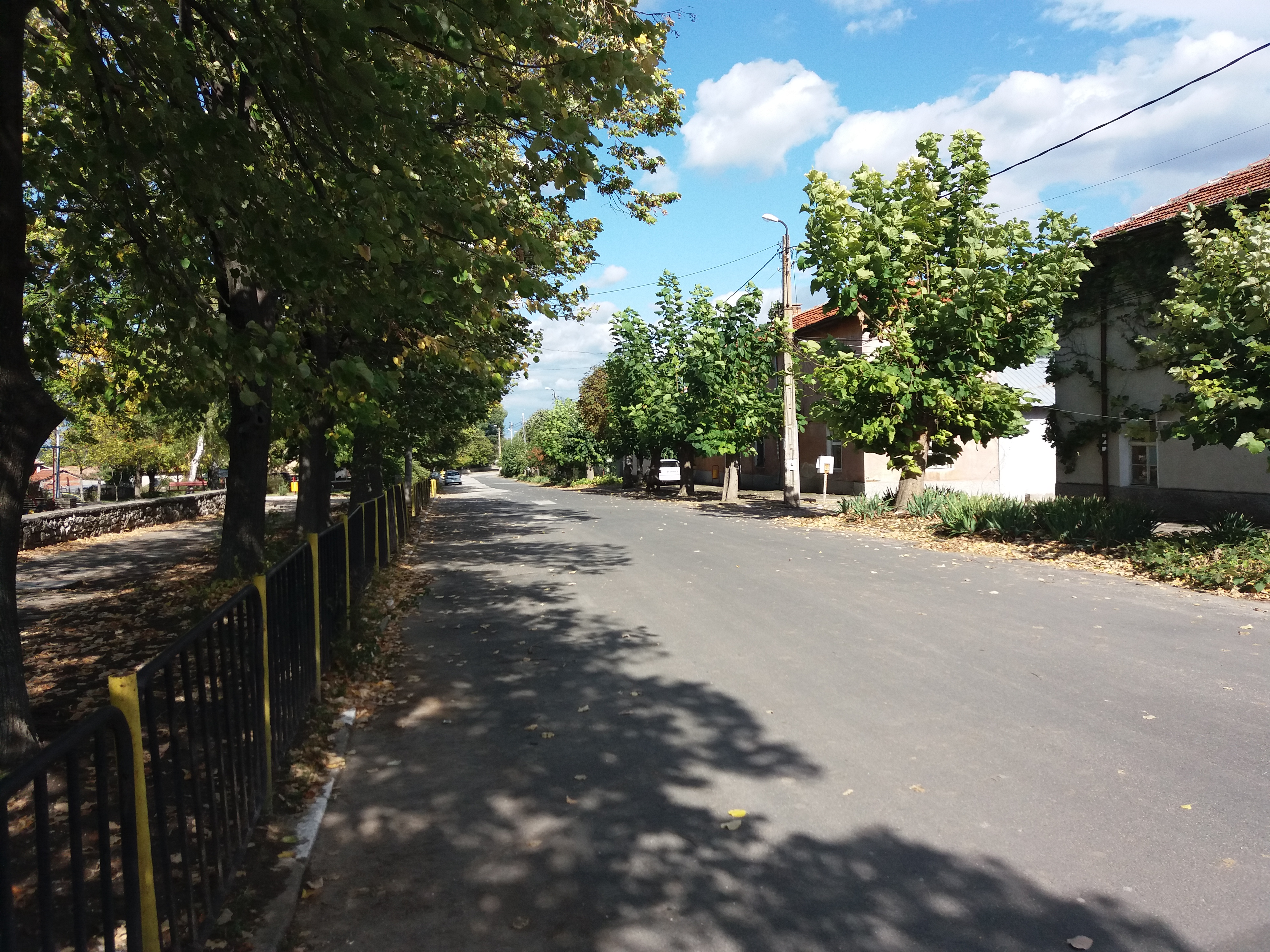
Mandra : la rue principale
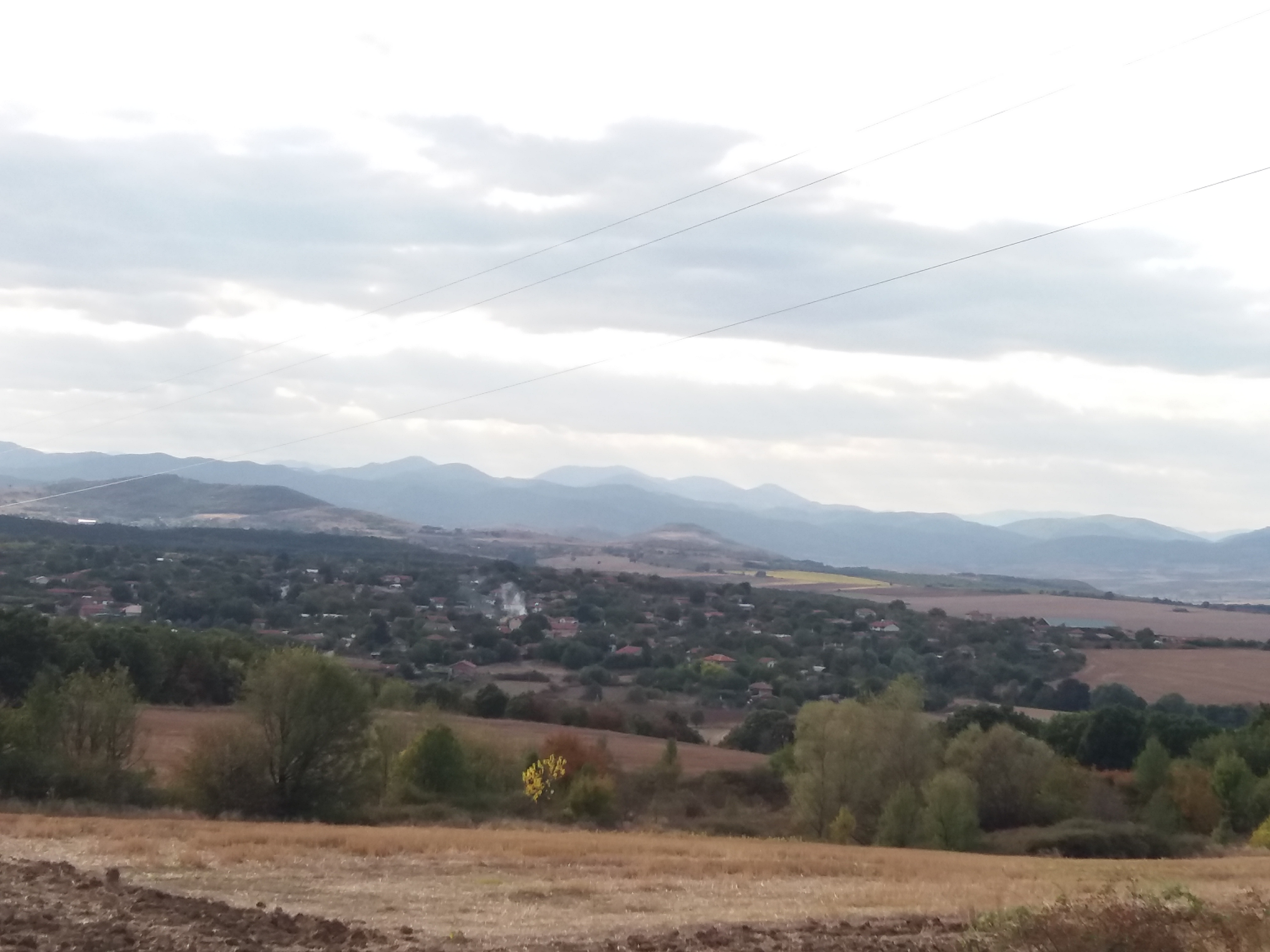
Nikolovo : vue panoramique
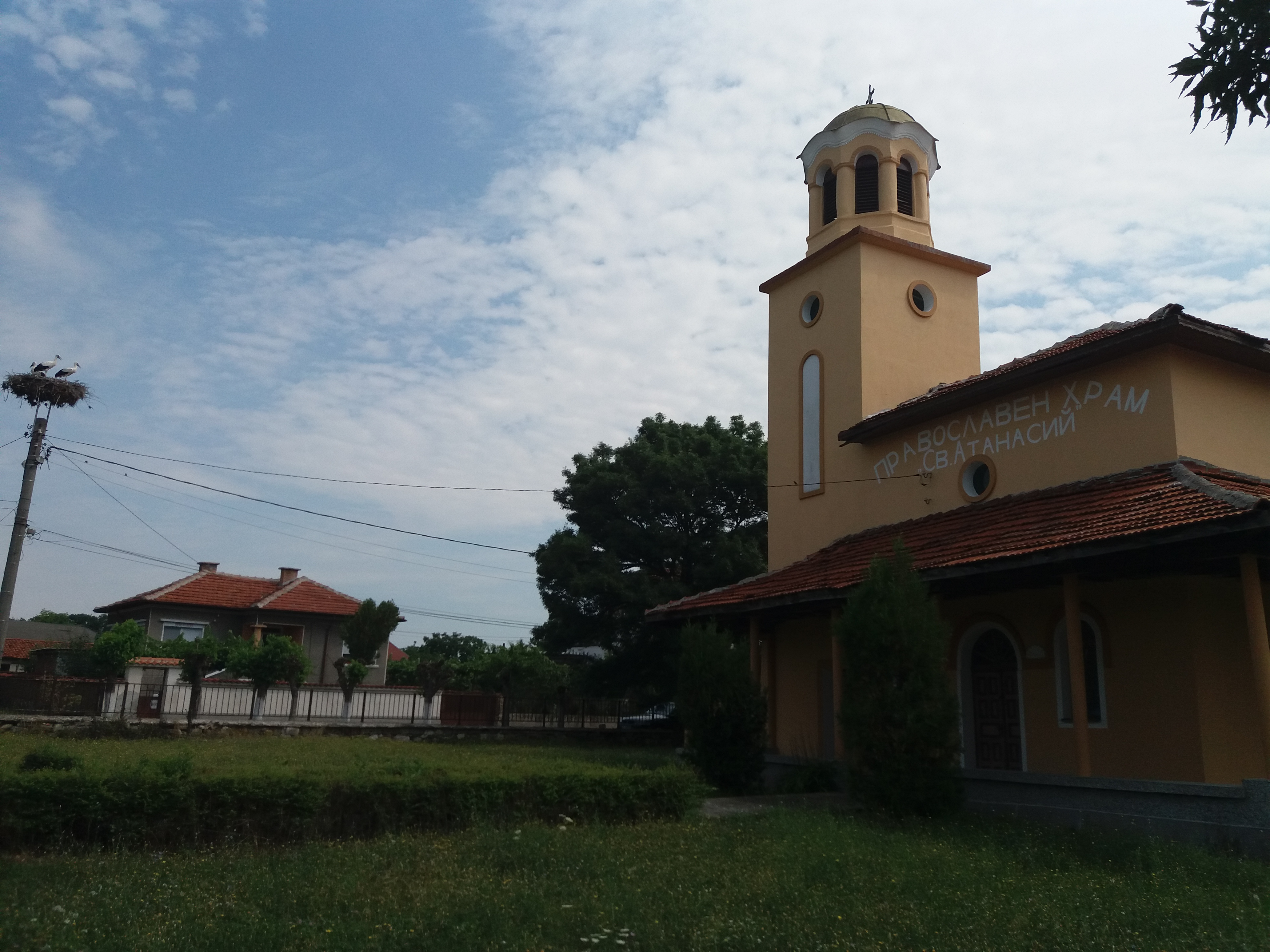
Orlovo : l'église
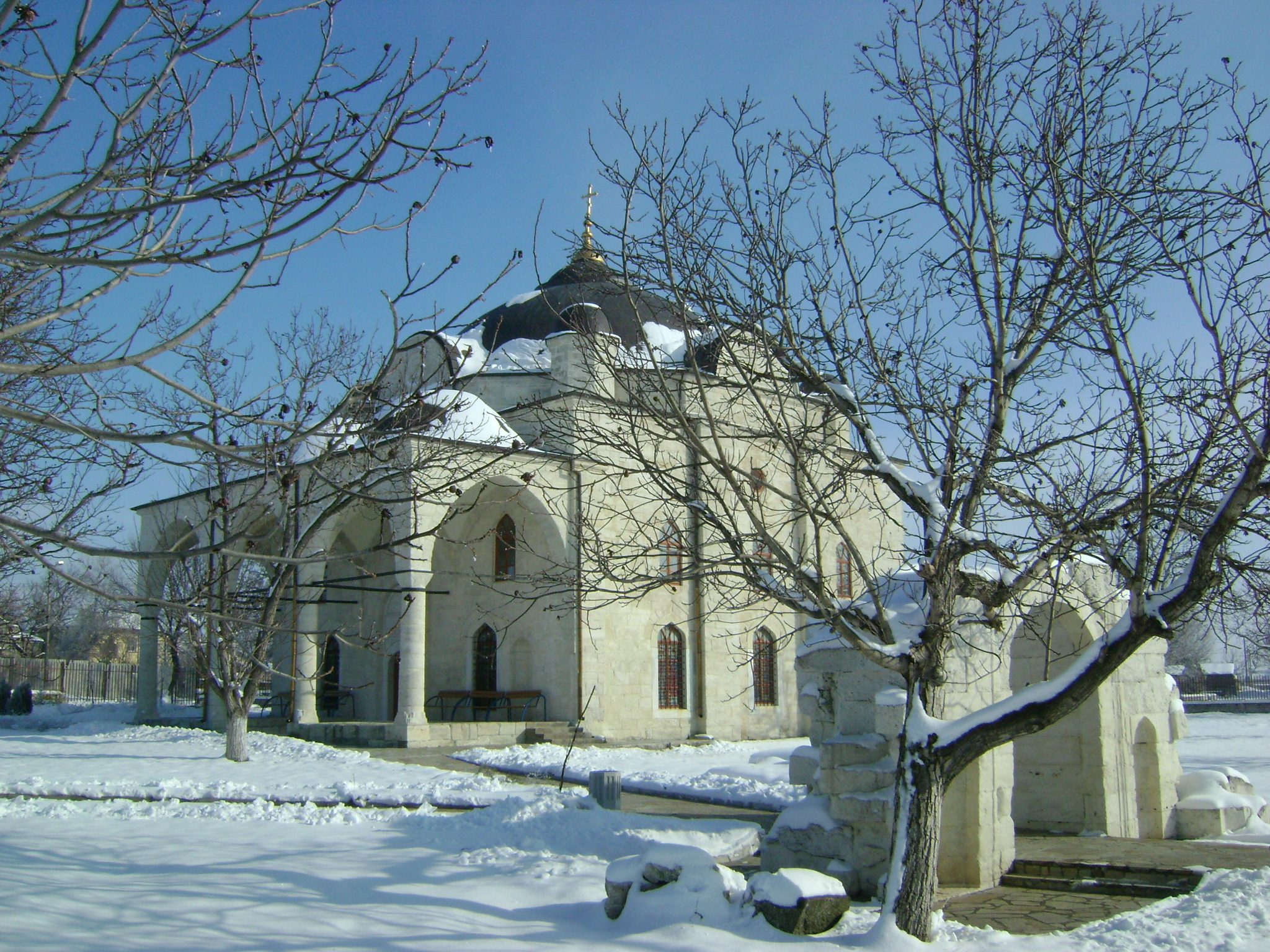
Ouzounjovo : la mosquée transformée en église
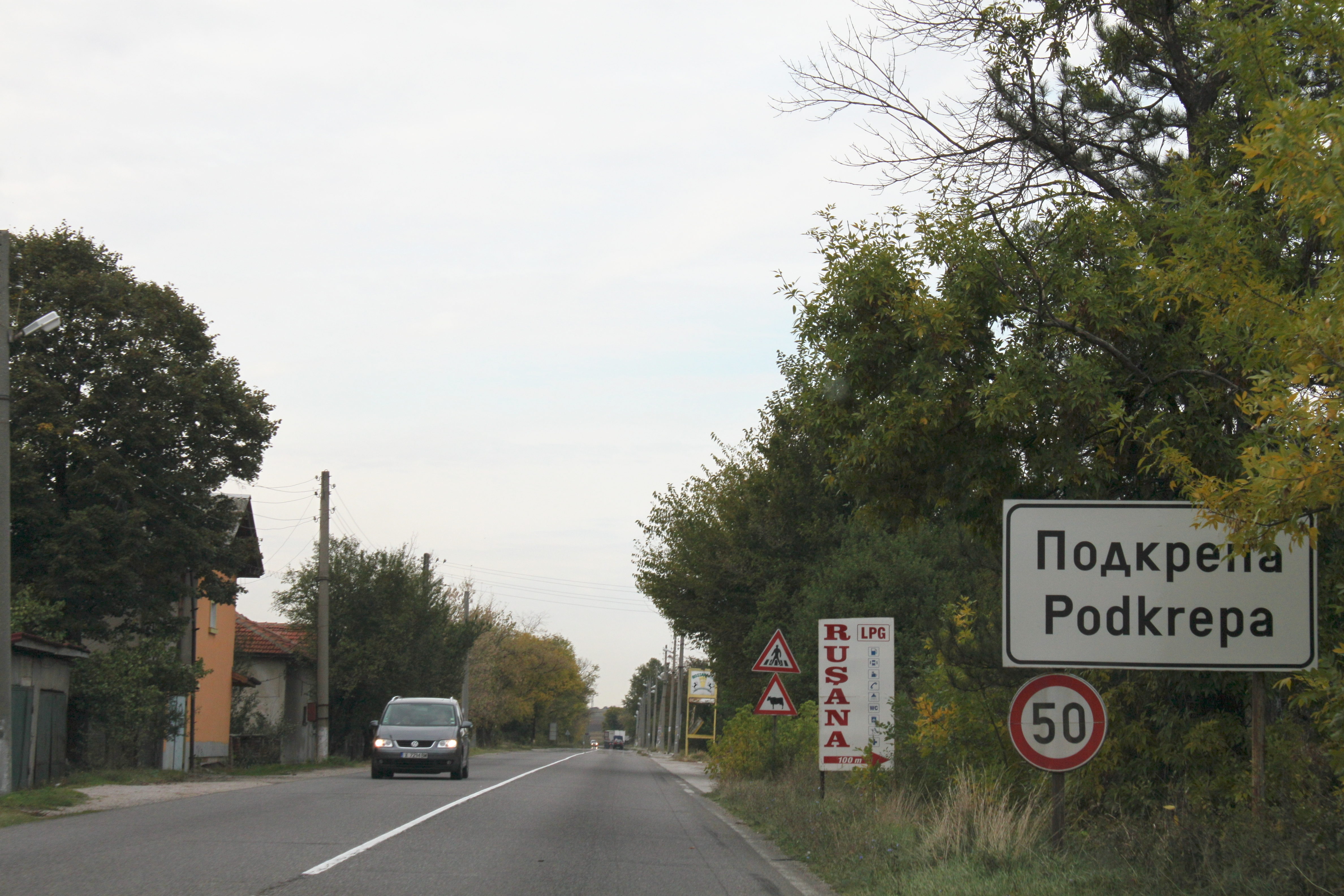
Podkrepa : l'entrée du village
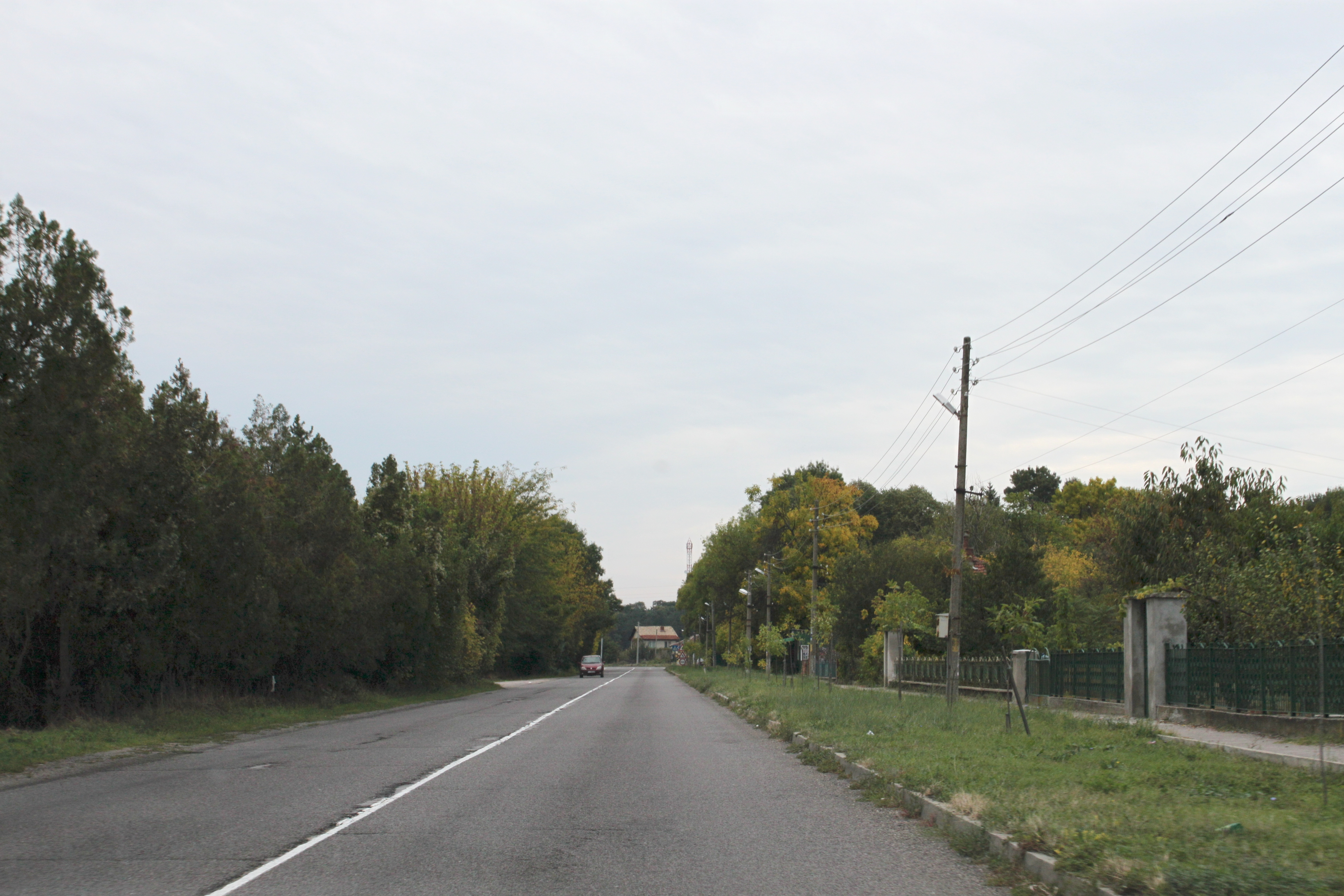
Stoykovo : la rue principale
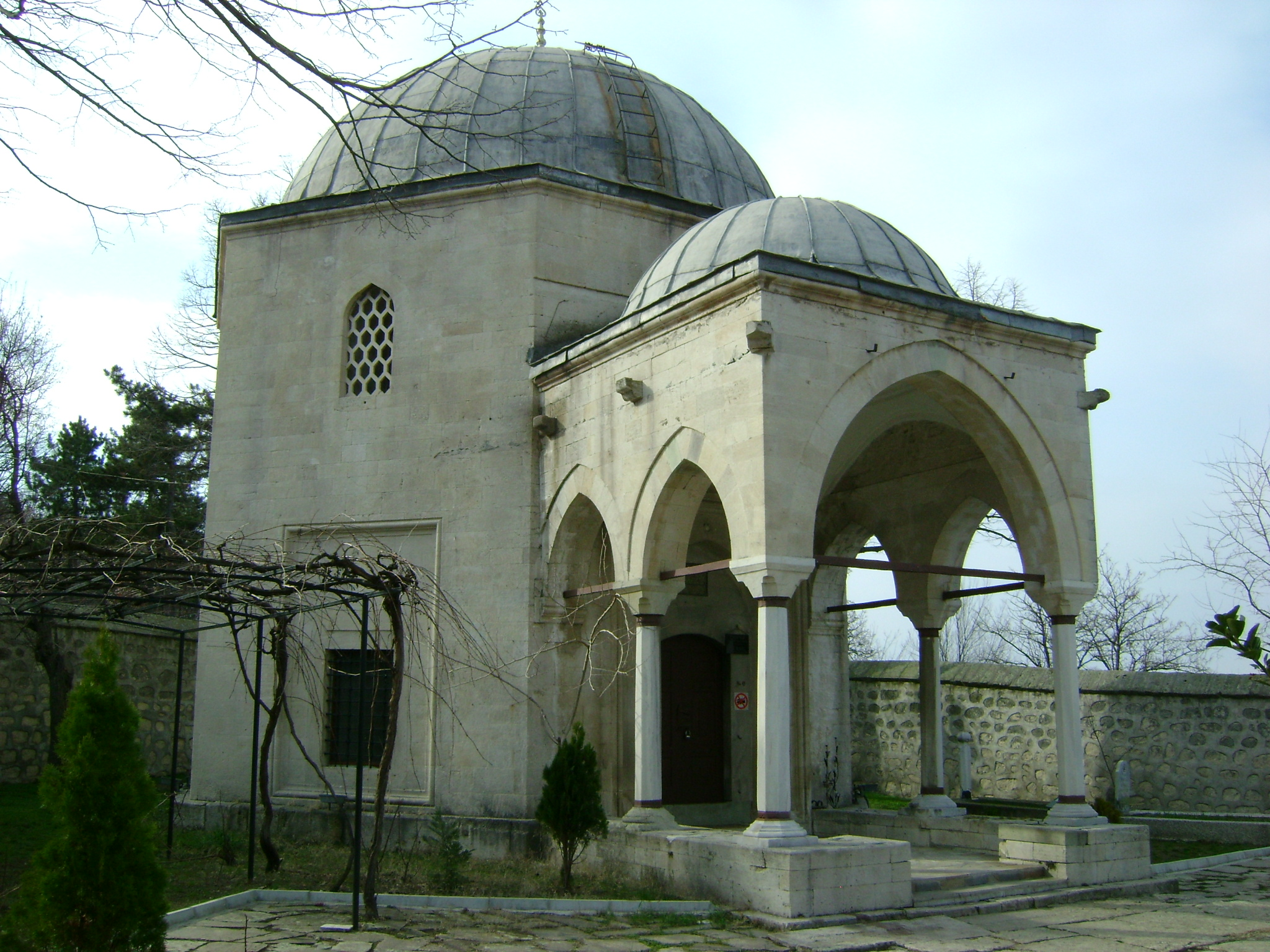
Tékéto : la mosquée
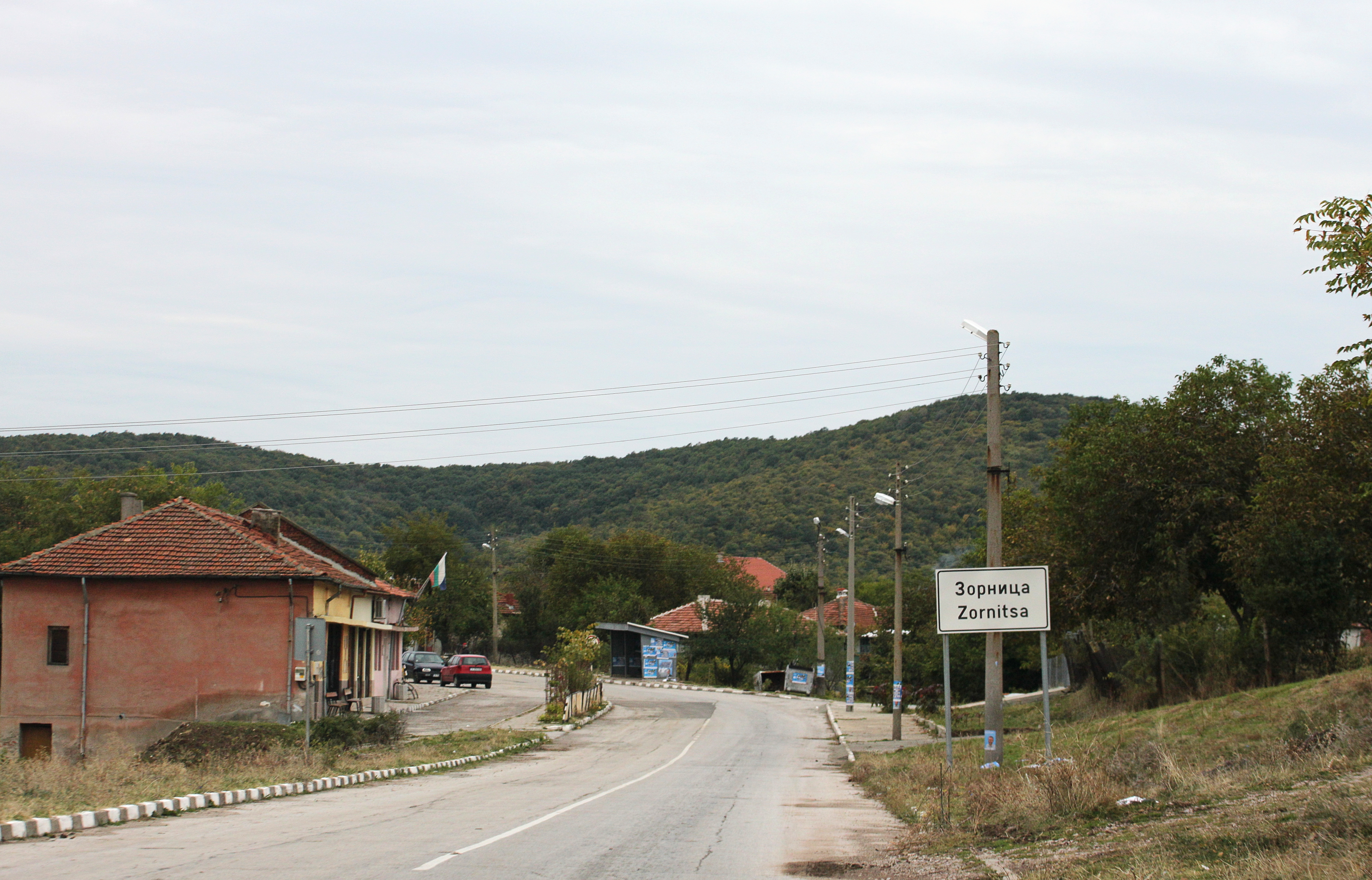
Zornitsa : l'entrée du village
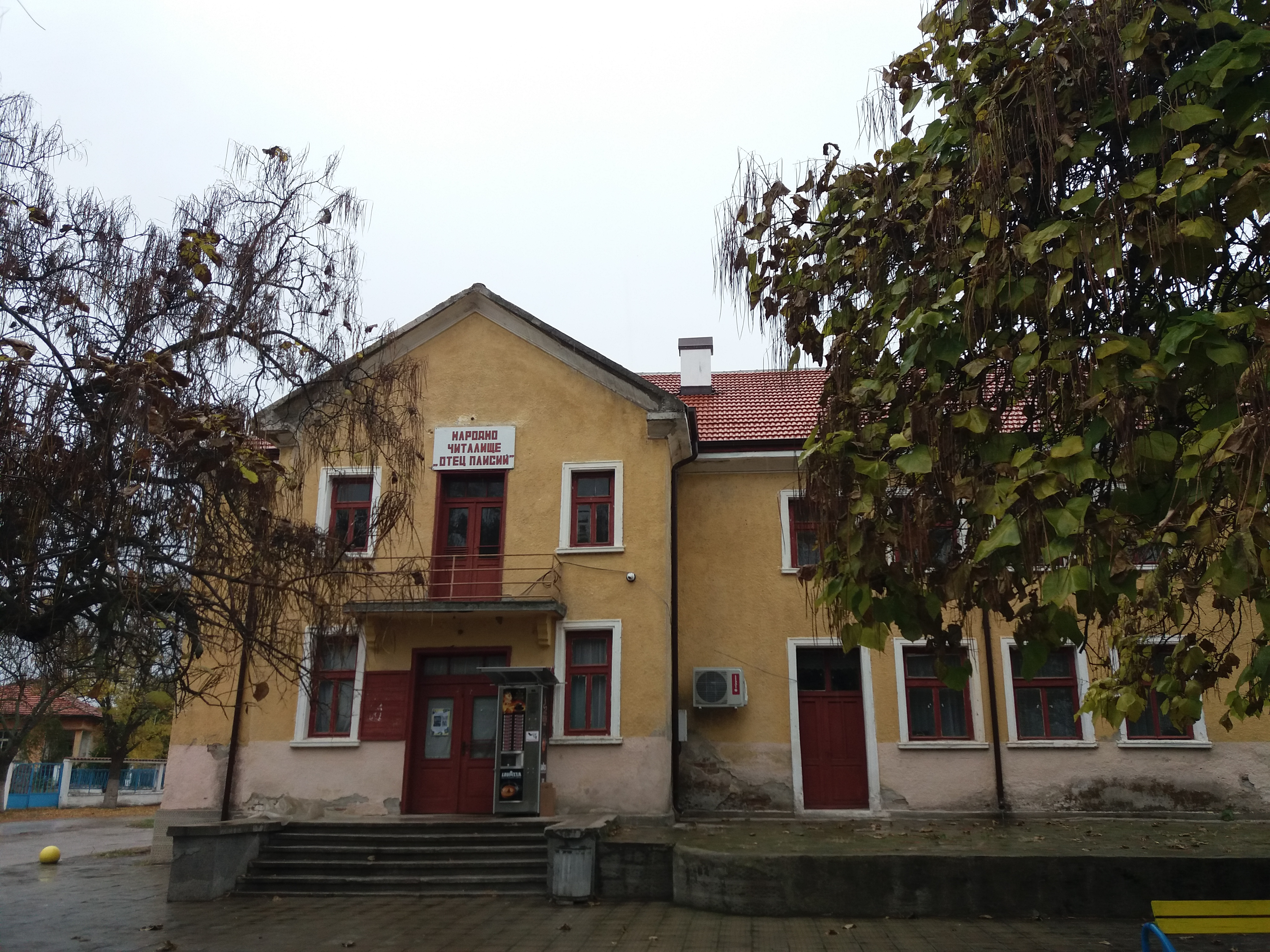
Voïvodovo : le tchitalichté